# ساعت‌ساز نابینا (فیلم)
ساعت‌ساز نابینا (به انگلیسی: The Blind Watchmaker) مستندی است که در آن ریچارد داوکینز نظریه آفرینش‌گرایی ویلیام پیلی و پیروانش را به چالش می‌کشد. این فیلم که ۴۵ دقیقه است و در سال ۱۹۸۷ توسط جرمی تیلور و ریچارد داوکینز برای مستند افق در بی‌بی‌سی دو تولید شده‌است، برندهٔ جایزه بهترین مستند علمی- تخیلی سال شد. این فیلم از روی کتابی با همین نام نوشته داوکینز در سال ۱۹۸۶ ساخته شده‌است.